# Al Minliar al Asad
Al Minliar al Asad (kappa Leonis) is een ster in het sterrenbeeld Leeuw (Leo).